# Telekom Srbija
Telekom Srbija – serbski dostawca usług telekomunikacyjnych. Operator oferuje rozwiązania telekomunikacyjne, wśród których mieszczą się usługi telefonii komórkowej i stacjonarnej, platforma telewizji IPTV oraz dostęp do internetu.
Przedsiębiorstwo zostało założone w 1997 roku.